# William Henry (actor)
William Albert Henry (n. 10 noiembrie 1914, Los Angeles, California, SUA – d. 10 august 1982, Los Angeles, California, SUA) a fost un actor american de film și televiziune.

## Biografie
Născut în Los Angeles, California, Henry și-a început cariera în copilărie⁠(d) și a devenit actor de personaj spre finalul vieții. A apărut în numeroase seriale de televiziune și în doisprezece lungmetraje regizate de John Ford, inclusiv în The Alamo⁠(d) (1960), fiind membru al celebrului grup John Ford Stock Company.
Henry a activat în cadrul teatrului Pasadena Community Playhouse⁠(d).
În 1952, Henry l-a interpretat pe Lew Barry, avocatul din San Francisco, în episodul „Self Made Man”, din serialul de antologie Death Valley Days⁠(d). A apărut de două ori în serialul western Bat Masterson⁠(d): în rolul șerifului Griff Hanley în episodul „A Noose Fits Anyone” și în rolul șerifului Brady în episodul „The Snare”.
Fratele lui Henry a fost actorul de personaj Thomas Browne Henry⁠(d).
Henry a fost căsătorit de două ori. Prima sa căsătorie a fost cu Grace Durkin, cei doi având împreună un fiu și o fiică. După divorț, s-a căsătorit cu Barbara Knudson⁠(d); aceștia au avut un fiu - William "Bill" Henry, Jr. (n. 1958).

## Filmografie parțială

### Film
- Lord Jim (1925) - Street Urchin (nemenționat)
- Adorable (1933) - Minor Role (nemenționat)
- Best of Enemies (1933) - College Student (nemenționat)
- Coming Out Party (1934) - Party Guest (nemenționat)
- The Thin Man (1934) - Gilbert Wynant
- Operator 13 (1934) - Young Lieutenant Kissing Blonde (nemenționat)
- A Wicked Woman (1934) - Curtis
- China Seas (1935) - Rockwell
- Society Doctor (1935) - Frank Snowden
- The Perfect Tribute (1935) - Wounded soldier (nemenționat)
- Exclusive Story (1936) - James Witherspoon Jr.
- Tarzan Escapes (1936) - Eric Parker
- Double or Nothing (1937) - Egbert Clark
- Madame X (1937) - Hugh Fariman Jr.
- Mama Runs Wild (1937) - Paul Fowler
- Four Men and a Prayer (1938) - Rodney Leigh
- Yellow Jack (1938) - Breen
- Campus Confessions (1938) - Wayne Atterbury, Jr.
- A Man to Remember (1938) - Howard Sykes
- Ambush (1939) - Charlie Hartman
- Persons in Hiding (1939) - Agent Dan Waldron
- The Arizona Wildcat (1939) - Donald Clark
- I'm from Missouri (1939) - Joel Streight
- Television Spy (1939) - Douglas Cameron
- Geronimo (1939) - Lt. John Steele, Jr.
- Emergency Squad (1940) - Peter Barton
- Parole Fixer (1940) - Scott Britton
- The Way of All Flesh (1940) - Paul Kriza Jr.
- Queen of the Mob (1940) - Bert Webster
- Cherokee Strip (1940) - Tom Cross
- Jennie (1940) - George Schermer
- Blossoms in the Dust (1941) - Allan Keats
- Dance Hall (1941) - Joe Brooks
- Scattergood Meets Broadway (1941) - David Drew
- Pardon My Stripes (1942) - Henry Platt
- Klondike Fury (1942) - Jim Armstrong
- A Gentleman After Dark (1942) - Paul Rutherford
- Stardust on the Sage (1942) - Jeff Drew
- There's One Born Every Minute (1942) - Lester Cadwalader Jr.
- Rubber Racketeers (1942) - Bill Barry
- Sweater Girl (1942) - Happy Dudley
- Calaboose (1943) - Tom Pendergrast
- I Escaped from the Gestapo (1943) - Gordon - Gestapo Agent
- Sarong Girl (1943) - Jeff Baxter
- False Faces (1943) - Don Westcott
- Alaska Highway (1943) - Steve Ormsby
- Johnny Come Lately (1943) - Pete Dougherty
- Nearly Eighteen (1943) - Jack Leonard
- Women in Bondage (1943) - Heinz Radtke
- Tornado (1943) - Bob Ramsey
- The Navy Way (1944) - Malcolm Randall
- Call of the South Seas (1944) - Agent Paul Russell
- The Lady and the Monster (1944) - Roger Collins
- Going My Way (1944) - Doctor (uncredited)
- The Adventures of Mark Twain (1944) - Charles Langdon
- Silent Partner (1944) - Jeffrey Swales
- G.I. War Brides (1946) - Capt. Roger Kirby
- The Invisible Informer (1946) - Mike Reagan
- The Mysterious Mr. Valentine (1946) - Steve Morgan
- The Fabulous Suzanne (1946) - William Harris
- Trail to San Antone (1947) - Rick Malloy
- Women in the Night (1948) - Maj. von Arnheim
- King of the Gamblers (1948) - Jerry Muller
- The Denver Kid (1948) - Tim Roberts aka Tom Richards
- Death Valley Gunfighter (1949) - Sheriff Keith Ames
- Streets of San Francisco (1949) - Nichols - Reporter
- Motor Patrol (1950) - Officer Larry Collins
- Federal Man (1950) - Agent Phil Sherrin
- David Harding, Counterspy (1950) - Sentry (nemenționat)
- The Old Frontier (1950) - Doctor Tom Creighton
- Southside 1-1000 (1950) - Treasury Agent Jones
- Valentino (1951) - Cheating Husband (nemenționat)
- Fury of the Congo (1951) - Ronald Cameron
- The Greatest Show on Earth (1952) - Spectator (nemenționat)
- Thundering Caravans (1952) - Bert Cranston
- What Price Glory (1952) - Holsen (nemenționat)
- Torpedo Alley (1952) - Instructor
- Marshal of Cedar Rock (1953) - Bill Anderson
- Savage Frontier (1953) - Deputy Dan Longley
- Canadian Mounties vs Atomic Invaders (1953, Serial) - Don Roberts
- Hollywood Thrill-Makers (1954) - Dave Wilson
- Secret of the Incas (1954) - Phillip Lang
- Masterson of Kansas (1954) - Charlie Fry
- New Orleans Uncensored (1955) - Joe Reilly
- A Bullet for Joey (1955) - Michael (nemenționat)
- Jungle Moon Men (1955) - Bob Prentice
- Mister Roberts (1955) - Lt. Billings
- A Life at Stake (1955) - Myles Norman
- Paris Follies of 1956 (1955) - Wendell
- The Court-Martial of Billy Mitchell (1955) - Officer (nemenționat)
- Three Bad Sisters (1956) - Bill Gans - Reporter (nemenționat)
- The Wild Dakotas (1956) - Perkins (nemenționat)
- Uranium Boom (1956) - Joe McGinnus
- The Harder They Fall (1956) - Fight Arena Locker Room Guard (nemenționat)
- The Three Outlaws (1956) - Tall Texan
- Toward the Unknown (1956) - AP Captain (nemenționat)
- Accused of Murder (1956) - Officer Walt - at Murder Scene (nemenționat)
- The Wings of Eagles (1957) - Naval Aide (nemenționat)
- Untamed Youth (1957) - TV Announcer (nemenționat)
- Man Afraid (1957) - Reporter (nemenționat)
- Spook Chasers (1957) - Harry Shelby
- The Female Animal (1958) - Delivery Man (nemenționat)
- Day of the Badman (1958) - Dave Kinds (nemenționat)
- Too Much, Too Soon (1958) - Henry Trent - Actor as Alexander Hamilton in Play (nemenționat)
- The Lone Ranger and the Lost City of Gold (1958) - Travers
- The Last Hurrah (1958) - Votes Tallyman (nemenționat)
- Gunsmoke in Tucson (1958) - Sheriff Will Blane
- The Gunfight at Dodge City (1959) - Regan Henchman (nemenționat)
- The Horse Soldiers (1959) - Captain
- Sergeant Rutledge (1960) - Capt. Dwyer (nemenționat)
- Seven Ways from Sundown (1960) - Hobbs Saloon Bartender (nemenționat)
- The Alamo (1960) - Dr. Sutherland
- Two Rode Together (1961) - Gambler (nemenționat)
- The Man Who Shot Liberty Valance (1962) - Gambler (nemenționat)
- How the West Was Won (1962) - Staff Officer (nemenționat)
- Showdown (1963) - Saloon Bouncer (nemenționat)
- He Rides Tall (1964) - Bartender (nemenționat)
- The Best Man (1964) - Reporter (nemenționat)
- Cheyenne Autumn (1964) - Infantry Captain (nemenționat)
- Taggart (1964) - Army Sergeant (nemenționat)
- Dear Brigitte (1965) - Racetrack Cashier (nemenționat)
- Gunpoint (1966) - Gang Member (nemenționat)
- Texas Across the River (1966) - Settler (nemenționat)
- El Dorado (1967) - Sheriff Dodd Draper (nemenționat)
- Where Were You When the Lights Went Out? (1968) - Stockholder (nemenționat)
- The Walls Have Eyes (1969) - Bill Turner
- Skin Game (1971) - (nemenționat)

### Televiziune
| An   | Titlu             | Rol                  | Note                                        |
| ---- | ----------------- | -------------------- | ------------------------------------------- |
| 1952 | Death Valley Days | Lew Barry            | Sezonul 1, episodul 6 "Self Made Man        |
| 1958 | Bat Masterson     | șeriful Griff Hanley | Sezonul 1, episodul 7 "A Noose Fits Anyone" |
| 1960 | Bat Masterson     | șeriful Brady        | Sezonul 2, Episode 23 "The Snare"           |
| 1960 | Death Valley Days | Andrew Billings      | "A Woman's Rights"                          |